# Station Zwijndrecht (België)
Station Zwijndrecht is een spoorwegstation langs spoorlijn 59 (Antwerpen - Gent) in de gemeente Zwijndrecht. Dit station is niet verbouwd noch gerenoveerd maar voldoet wel aan de minimumeisen van een hedendaags station. Sinds 29 maart 2019 is het aangeduid als vastgesteld bouwkundig erfgoed.
De loketten van dit station zijn voortaan gesloten, en het is een stopplaats geworden.
Het station opende in 1849 langs lijn 59, dat tot 1897 in plaats van normaalspoor een spoorbreedte van 1151 mm had.
Sinds augustus 2020 worden de perrons vernieuwd en naar een nieuwe standaardhoogte van 76 cm gebracht. Dit heeft als doel om het comfort bij het in- en uitstappen te verbeteren. Ze zullen ook in bajonetligging komen te liggen. Hierdoor kan de wachttijd aan de overweg aanzienlijk verkort worden.

## Galerij

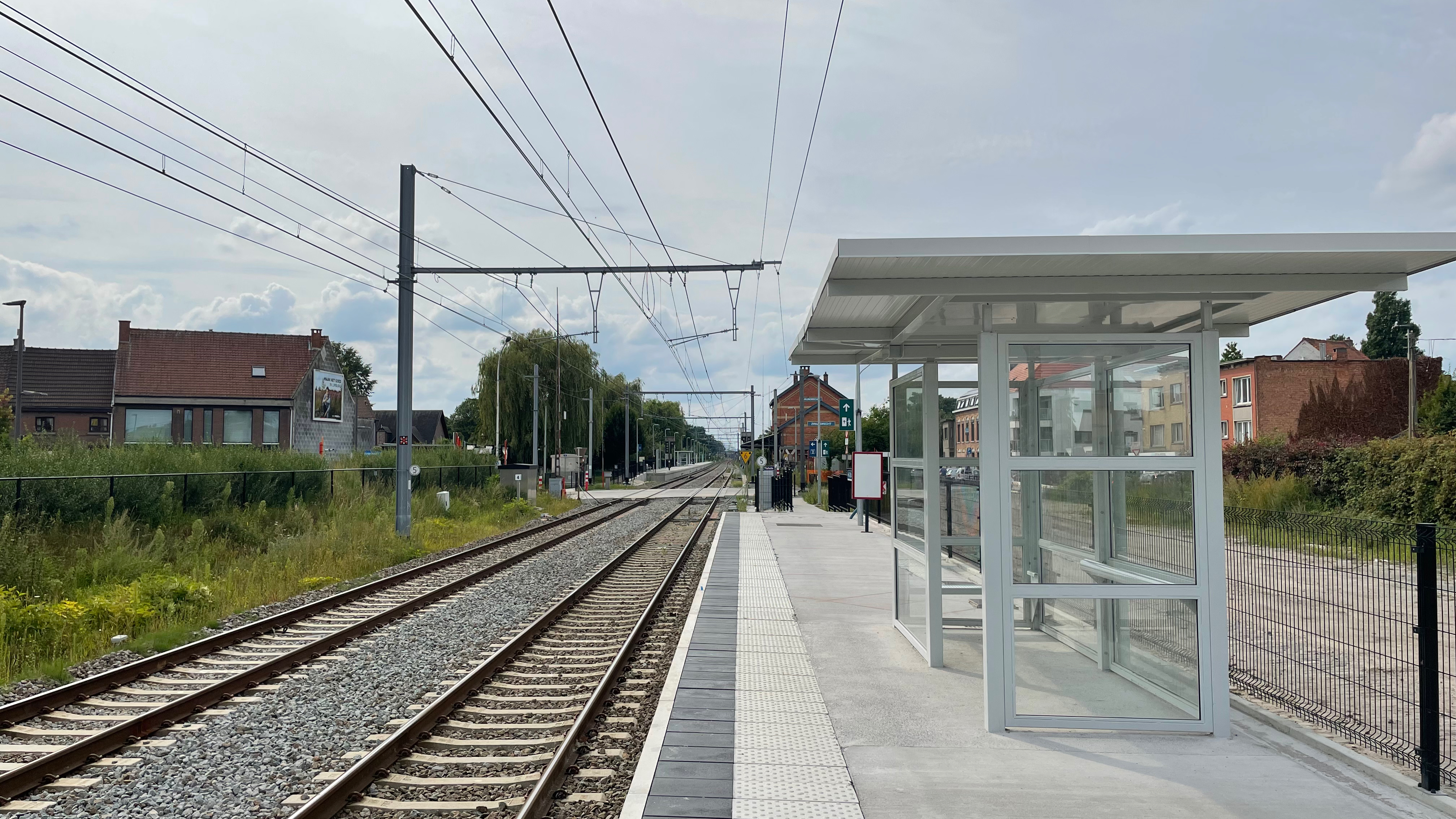
Nieuwe perron
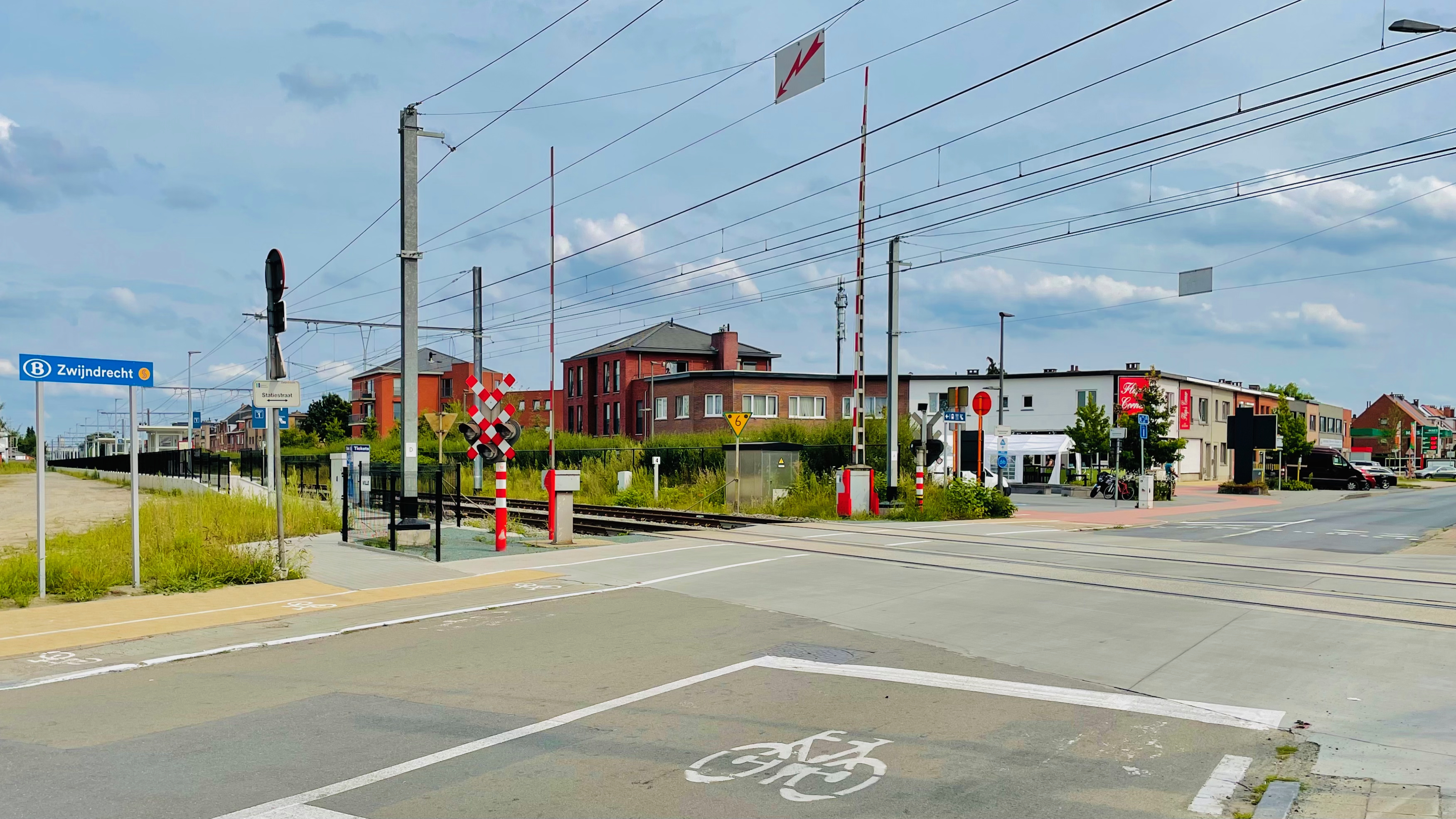
Overweg aan het station
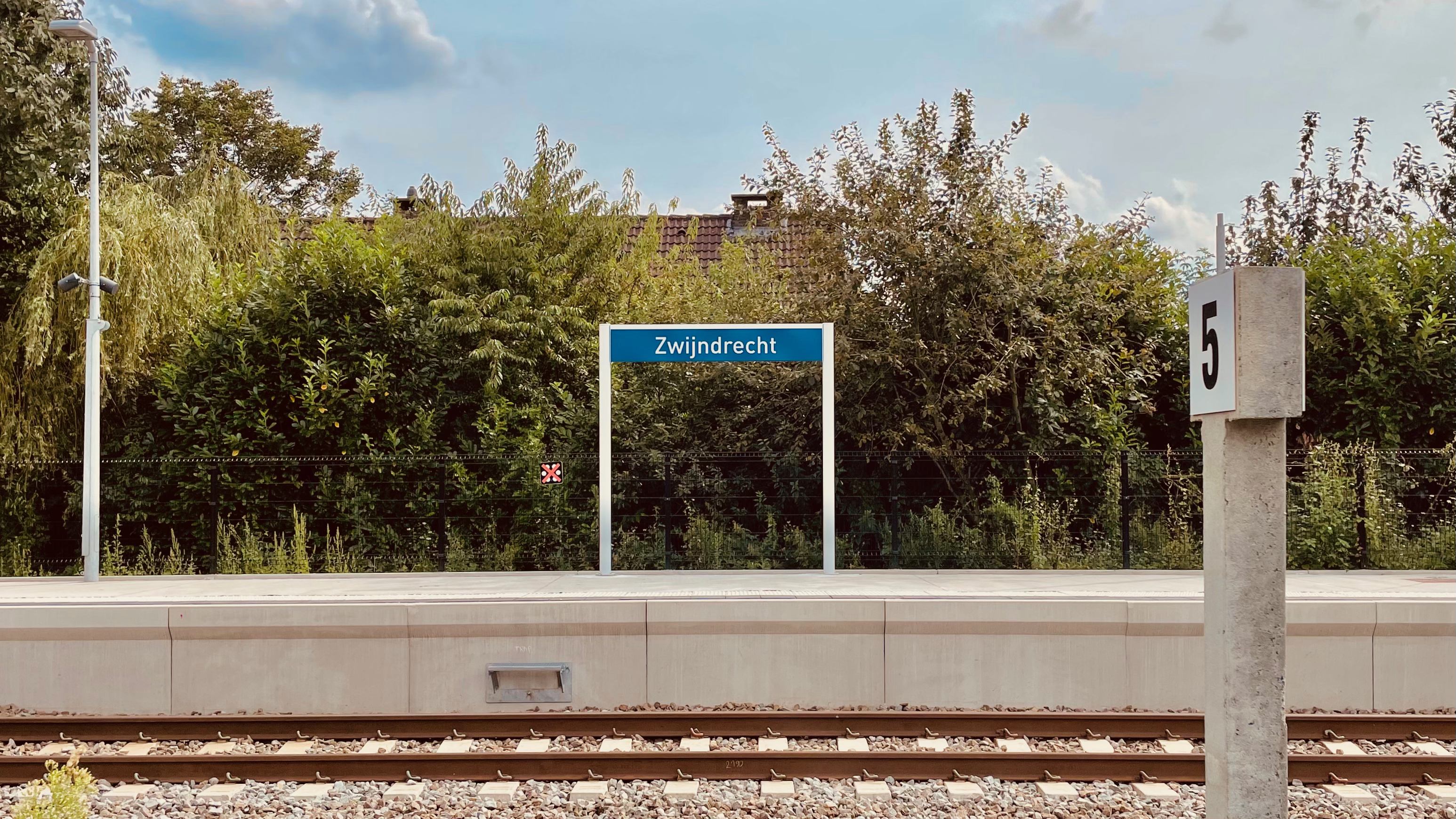
Plaatsnaambord

## Treindienst
| Serie       | Treinsoort               | Route                                                                                               | Bijzonderheden |
| ----------- | ------------------------ | --------------------------------------------------------------------------------------------------- | --- |
| S 34        | S-trein Antwerpen (NMBS) | [ Dendermonde – ] Lokeren – Zwijndrecht – Antwerpen-Centraal                                        | Rijdt 1×/u tussen Antwerpen - Sint-Niklaas. Rijdt in de spits verder naar Dendermonde. Rijdt alleen op werkdagen.        |
| S 53        | S-trein Gent (NMBS)      | Ronse – Oudenaarde – Gent-Sint-Pieters – Gent-Dampoort – Lokeren – Zwijndrecht – Antwerpen-Centraal | In het weekend wordt lijn S53 verlengd tot Antwerpen-Centraal, en vervangt daarmee lijn S34 van het Antwerpse S-netwerk. |
| P 7290/8290 | Piekuurtrein (NMBS)      | Sint-Niklaas – Zwijndrecht – Antwerpen-Centraal                                                     | Rijdt alleen op werkdagen.                                                                                               |

## Reizigerstellingen
De grafiek en tabel geven het gemiddeld aantal instappende reizigers weer op een week-, zater- en zondag.
| Tabel: aantal instappende reizigers station Zwijndrecht | Tabel: aantal instappende reizigers station Zwijndrecht | Tabel: aantal instappende reizigers station Zwijndrecht | Tabel: aantal instappende reizigers station Zwijndrecht |
|                                                         | Weekdag                                                 | Zaterdag                                                | Zondag                                                  |
| ------------------------------------------------------- | ------------------------------------------------------- | ------------------------------------------------------- | ------------------------------------------------------- |
| 1977                                                    | 443                                                     | 99                                                      | 69                                                      |
| 1978                                                    | 416                                                     | 105                                                     | 94                                                      |
| 1979                                                    | 473                                                     | 161                                                     | 80                                                      |
| 1980                                                    | 465                                                     | 91                                                      | 79                                                      |
| 1981                                                    | 500                                                     | 114                                                     | 64                                                      |
| 1982                                                    | 514                                                     | 106                                                     | 94                                                      |
| 1983                                                    | 535                                                     | 81                                                      | 86                                                      |
| 1984                                                    | 583                                                     | 147                                                     | 159                                                     |
| 1985                                                    | 478                                                     | 116                                                     | 103                                                     |
| 1986                                                    | 415                                                     | 117                                                     | 69                                                      |
| 1987                                                    | 480                                                     | 110                                                     | 128                                                     |
| 1988                                                    | 466                                                     | 158                                                     | 182                                                     |
| 1989                                                    | 429                                                     | 103                                                     | 176                                                     |
| 1990                                                    | 468                                                     | 124                                                     | 104                                                     |
| 1991                                                    | 421                                                     | 140                                                     | 109                                                     |
| 1992                                                    | 380                                                     | 146                                                     | 80                                                      |
| 1993                                                    | 399                                                     | 102                                                     | 58                                                      |
| 1994                                                    | 380                                                     | 47                                                      | 46                                                      |
| 1995                                                    | 378                                                     | 68                                                      | 56                                                      |
| 1996                                                    | 368                                                     | 43                                                      | 38                                                      |
| 1997                                                    | 398                                                     | 32                                                      | 37                                                      |
| 1998                                                    | 304                                                     | 49                                                      | 38                                                      |
| 1999                                                    | 311                                                     | 57                                                      | 26                                                      |
| 2000                                                    | 339                                                     | 30                                                      | 54                                                      |
| 2001                                                    | 297                                                     | 66                                                      | 30                                                      |
| 2002                                                    | 239                                                     | 36                                                      | 31                                                      |
| 2003                                                    | 246                                                     | 23                                                      | 22                                                      |
| 2004                                                    | 270                                                     | 52                                                      | 32                                                      |
| 2005                                                    | 215                                                     | 44                                                      | 40                                                      |
| 2006                                                    | 237                                                     | 20                                                      | 30                                                      |
| 2007                                                    | 227                                                     | 42                                                      | 46                                                      |
| 2008                                                    | -                                                       | -                                                       | -                                                       |
| 2009                                                    | 179                                                     | 38                                                      | 65                                                      |
| 2010                                                    | -                                                       | -                                                       | -                                                       |
| 2011                                                    | -                                                       | -                                                       | -                                                       |
| 2012                                                    | 182                                                     | 18                                                      | -                                                       |
| 2013                                                    | 257                                                     | 38                                                      | 73                                                      |
| 2014                                                    | 237                                                     | 38                                                      | 46                                                      |
| 2015                                                    | 226                                                     | 24                                                      | 32                                                      |
| 2016                                                    | 227                                                     | 117                                                     | 87                                                      |
| 2017                                                    | 300                                                     | 119                                                     | 105                                                     |
| 2018                                                    | 262                                                     | 113                                                     | 76                                                      |
| 2019                                                    | 401                                                     | 43                                                      | 44                                                      |
| 2020                                                    | 183                                                     | 196                                                     | 28                                                      |
| 2021                                                    | -                                                       | -                                                       | -                                                       |
| 2022                                                    | 382                                                     | 59                                                      | 60                                                      |
| 2023                                                    | 401                                                     | -                                                       | -                                                       |
| 2024                                                    | 399                                                     | 117                                                     | 139                                                     |

0,0: Antwerpen-Berchem ·
4,0: Antwerpen-Zuid ·
7,0: Antwerpen-Linkeroever ·
9,1: Zwijndrecht ·
10,1: Zwijndrecht-Fort ·
12,1: Melsele ·
14,0: Beveren ·
15,1: Haasdonk ·
18,5: Westakkers ·
19,5: Nieuwkerken-Waas ·
22,7: Sint-Niklaas ·
25,3: Sint-Niklaas-West ·
26,2: Valk ·
27,1: Belsele ·
28,7: Sinaai ·
32,0: Heiken ·
35,7: Lokeren ·
38,4: Staakte ·
41,5: Zeveneken ·
43,6: Beervelde ·
46,8: Lochristi ·
49,5: Destelbergen ·
51,2: Westveld ·
53,0: Oostakker ·
?: Gent-Waas ·
55,8: Gent-Dampoort